# 阿布雷
阿布雷（法語：Abrest，發音：[abʁɛ]）是法国阿列省维希区的市镇，位于该省东南部，阿列河左岸，面积10.46平方千米，2022年1月1日人口为2,927人。

## 地理
阿布雷（46°5'55"N, 3°26'41"E）面积10.46平方千米，位于法国奥弗涅-罗讷-阿尔卑斯大区阿列省，该省份为法国中部省份，北起涅夫勒省、西北接谢尔省，西南至克勒兹省，南至多姆山省，东南临卢瓦尔省，东临索恩-卢瓦尔省。
与阿布雷接壤的市镇（或旧市镇、城区）包括：阿列河畔贝尔里夫、布吕雅斯、比塞、欧特里沃、圣约尔、勒韦尔内、维琪。
阿布雷的时区为UTC+01:00、UTC+02:00（夏令时）。

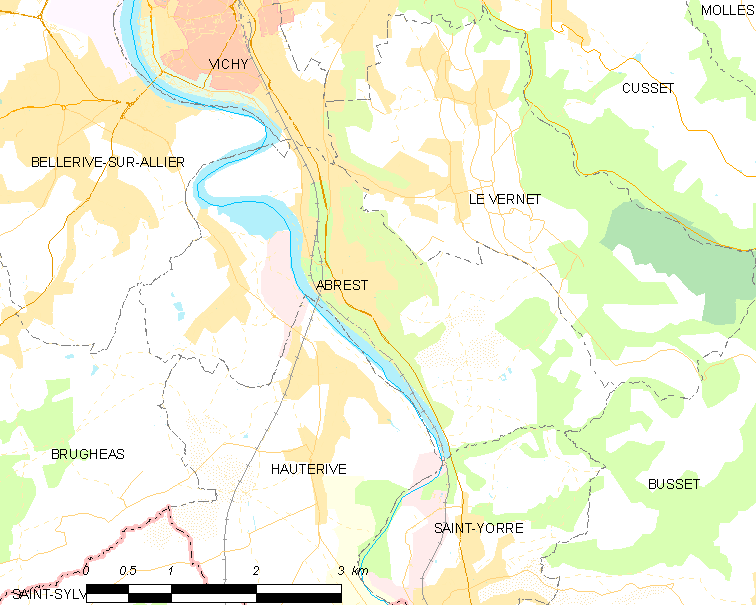
阿布雷的OSM定位图

## 行政
阿布雷的邮政编码为03200，INSEE市镇编码为03001。

## 政治
阿布雷所属的省级选区为维希第二县。

## 人口

1962-2008年间阿布雷人口变化图示

阿布雷于2022年1月1日时的人口数量为2927人。